# Abrocoma cinerea
Abrocoma cinerea är en däggdjursart som beskrevs av Thomas 1919. Abrocoma cinerea ingår i släktet Abrocoma och familjen chinchillaråttor. IUCN kategoriserar arten globalt som livskraftig. Inga underarter finns listade.
Denna chinchillaråtta förekommer i Sydamerika från södra Peru över västra Bolivia till norra Chile och Argentina. Den vistas där i Anderna mellan 3800 och 5000 meter över havet. Habitatet utgörs av klippiga områden som är täckta av lite gräs, örter och några buskar. Abrocoma cinerea bygger underjordiska bon och livnär sig uteslutande av växtdelar.
Arten blir 157 till 192 mm lång (huvud och bål) och har en 50 till 74 mm lång svans. Pälsen har allmänt en silvergrå färg och buken är ljusare än ryggen. I boet lever vanligen en mindre grupp tillsammans. Honor är cirka 116 dagar dräktig och kullen består oftast av tvillingar. Ungarna väger 22 g vid födelsen.
Abrocoma cinerea har fyra fingrar vid framtassarna och fem tår vid bakfötterna. Öronen och ögonen är stora. Ofta ligger flera bon nära varandra (närmast 18 meter). Denna gnagare är aktiv på natten och äter växtdelar som frön, frukter och nötter. Den går främst på marken och kan även klättra i växtligheten.
Arten jagas i viss mån för pälsens skull men pälsen är inte lika värdefull som päls från chinchillor.